# چونزه علیا
چونزه علیا یک روستا در ایران است که در دهستان اجارود غربی واقع شده‌است. چونزه علیا ۱۴۴ نفر جمعیت دارد.